# Кінґа Мацулевич
Кінґа Мацулевич (пол. Kinga Maculewicz; нар. 25 травня 1978) — французька волейболістка польського походження, яка грала на позиції центральної блокувальниці (першого темпу).

## Життєпис
Народжена 25 травня 1978 року. Біологічний батько — Анджей Немчик, польський волейбольний тренер. Мати — волейболістка Кристина Мацулевич, батько — футболіст Генрик Мацулевич.
Грала у французькому клубі «Расинг» (Канни, 1994—1999), італійських «Джонсон Меттью Руб'єра» (Johnson Matthey Rubiera, Руб'єра, або «Воллей Спеццано», 1999—2003), «Інфотел Европа Системс» (Infotel Europa Systems Forlì, Форлі, 2003—2005), «Скаволіні» (Пезаро, 2005— 2007), іспанському «Club 15-15» (2007—2008), турецькому «Вакифбанк» (Стамбул, 2008—2010), польському «Атом Трефль» (Сопот, 2010—2011).

## Досягнення та нагороди
- чемпіонка Франції: 1995, 1996, 1998, 1999,
- володарка Кубка виклику ЄКВ 2006,
- володарка Кубка Франції 1996, 1997, 1998, 1999,
- володарка Суперкубка Італії 2007,
- фіналістка Кубка ЄКВ 1998,
- бронзова призерка Ліги чемпіонок ЕКВ 1996, 1997, 1999,
- неодноразова призерка змагань за першість, кубки, суперкубки у Франції, Італії, Іспанії, Польщі[3]